# Toronto International Film Festival 2015
Das 40. Toronto International Film Festival fand vom 10. bis 20. September 2015 statt. Am 28. Juli 2015 waren die ersten Filme bekanntgegeben worden, darunter Jean-Marc Vallées Film Demolition – Lieben und Leben mit Jake Gyllenhaal und Naomi Watts in den Hauptrollen, der als Eröffnungsfilm gezeigt wurde. Mr. Right von Paco Cabezas sollte das Festival beschließen.
Bei der diesjährigen Ausgabe des Festivals gab es zwei neue Sektionen, Platform und Primetime. In der Sektion Platform wurden 12 Filme von einer Jury bewertet, die den besten Film schließlich mit 25.000 CAD prämierte. Die Jury bestand aus den Filmregisseuren Claire Denis, Jia Zhangke und Agnieszka Holland.
Für die Sektion Primetime wurden sechs Fernsehserien ausgewählt. Die Filme für die Sektionen TIFF Docs, Vanguard, Midnight Madness und Masters sections wurden am 11. August bekanntgegeben. Am 18. August wurden weitere Programminhalte veröffentlicht.

## Programm

### Gala presentations
- Beeba Boys von Deepa Mehta
- Der Bodyguard – Sein letzter Auftrag (Disorder / Maryland) von Alice Winocour
- Dirty Trip – Ein dreckiger Trip (Mississippi Grind) von Ryan Fleck und Anna Boden
- Demolition – Lieben und Leben (Demolition) von Jean-Marc Vallée
- The Dressmaker von Jocelyn Moorhouse
- Eye in the Sky von Gavin Hood
- Forsaken von Jon Cassar
- Freeheld – Jede Liebe ist gleich (Freeheld) von Peter Sollett
- Hyena Road von Paul Gross
- Im Himmel trägt man hohe Schuhe (Miss You Already) von Catherine Hardwicke
- Lolo von Julie Delpy
- Legend von Brian Helgeland

- Man Down von Dito Montiel

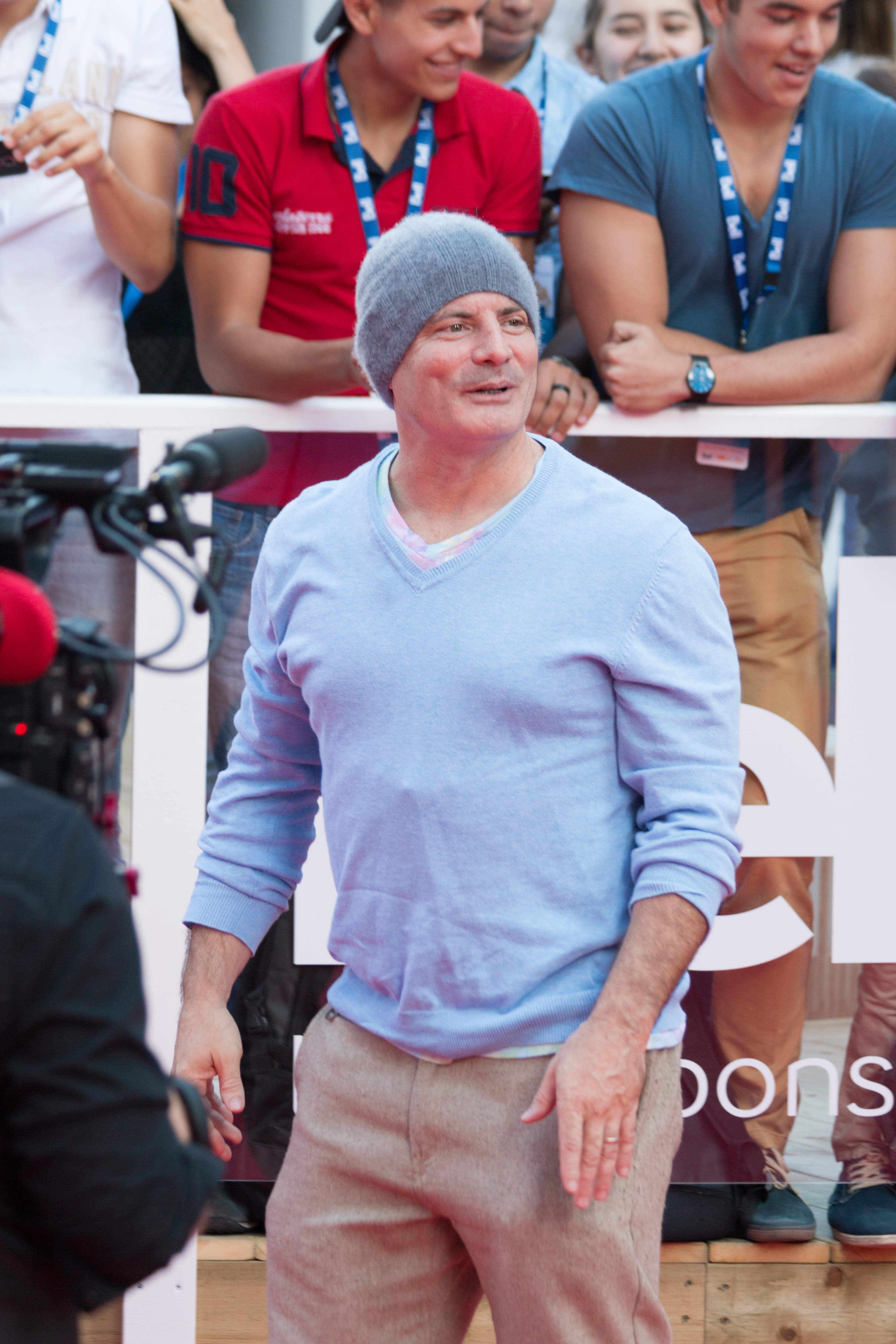
Dito Montiel bei der Premiere von Man Down

- Der Marsianer – Rettet Mark Watney (The Martian) von Ridley Scott
- Mr. Right von Paco Cabezas
- Die Poesie des Unendlichen (The Man Who Knew Infinity) von Matthew Brown
- The Program – Um jeden Preis (The Program) von Stephen Frears
- Remember von Atom Egoyan
- Septembers of Shiraz von Wayne Blair
- Stonewall von Roland Emmerich

### Special Presentations
- 7 Göttinnen (Angry Indian Goddesses) von Pan Nalin
- 45 Years von Andrew Haigh
- Alle Farben des Lebens (About Ray) von Gaby Dellal
- Anomalisa von Charlie Kaufman und Duke Johnson
- Beasts of No Nation von Cary Joji Fukunaga
- Being Charlie von Rob Reiner
- Black Mass von Scott Cooper
- Body von Małgorzata Szumowska
- Born to be Blue von Robert Budreau
- Brooklyn – Eine Liebe zwischen zwei Welten (Brooklyn) von John Crowley
- Colonia Dignidad – Es gibt kein Zurück (Colonia) von Florian Gallenberger
- El Club von Pablo Larraín
- The Danish Girl von Tom Hooper
- Desierto – Tödliche Hetzjagd (Desierto) von Jonás Cuarón
- Dämonen und Wunder (Dheepan) von Jacques Audiard
- Equals von Drake Doremus
- Belles Familles von Jean-Paul Rappeneau
- Talvar von Meghna Gulzar
- I Saw the Light von Marc Abraham
- I Smile Back von Adam Salky
- Into the Forest von Patricia Rozema
- Ein Lied für Nour (The Idol) von Hany Abu-Assad
- The Lady in the Van von Nicholas Hytner
- Len and Company von Tim Godsall
- The Lobster von Giorgos Lanthimos
- London Fields von Mathew Cullen
- Louder Than Bombs von Joachim Trier
- Maggies Plan (Maggie’s Plan) von Rebecca Miller
- Ma Ma – Der Ursprung der Liebe (Ma ma) von Julio Medem
- Mit besten Absichten (The Meddler) von Lorene Scafaria
- Mia Madre von Nanni Moretti
- Mountains May Depart von Jia Zhangke
- Mr. Six von Guan Hu
- Mustang von Deniz Gamze Ergüven
- Die Zeit der Frauen (Parched) von Leena Yadav
- Raum (Room) von Lenny Abrahamson
- Sicario von Denis Villeneuve
- Son of Saul (Saul fia) von László Nemes Jeles
- Spotlight von Tom McCarthy
- Sunset Song von Terence Davies
- Die Wahlkämpferin (Our Brand Is Crisis) von David Gordon Green
- Eine Geschichte von Liebe und Finsternis (Sipur al ahava ve choshech) von Natalie Portman
- A Tale of Three Cities von Mabel Cheung
- Trumbo von Jay Roach
- Der Moment der Wahrheit (Truth) von James Vanderbilt
- Un plus une von Claude Lelouch
- Victoria von Sebastian Schipper
- The Wave – Die Todeswelle (Bølgen) von Roar Uthaug
- Where to Invade Next von Michael Moore
- Die Wildente (The Daughter) von Simon Stone
- The Witch von Robert Eggers
- Ewige Jugend (Youth) von Paolo Sorrentino

### Vanguard
- Collective Invention von Kwon Oh-kwang
- Demon von Marcin Wrona
- Endorphine von André Turpin
- Evolution von Lucile Hadzihalilovic
- Die Tochter des Teufels (February) von Oz Perkins
- Hellions von Bruce McDonald
- Lace Crater von Harrison Atkins
- Love von Gaspar Noé
- Men & Chicken von Anders Thomas Jensen
- The Missing Girl von A. D. Calvo
- My Big Night von Álex de la Iglesia
- Der Nachtmahr von AKIZ
- No Men Beyond This Point von Mark Sawers
- Veteran von Ryoo Seung-wan
- Zoom von Pedro Morelli

### TIFF Docs
- Al Purdy Was Here von Brian D. Johnson
- Being AP von Anthony Wonke
- Bolshoi Babylon von Nick Read
- Dark Horse von Louise Osmond
- A Flickering Truth von Pietra Brettkelly
- Guantanamo’s Child von Patrick Reed, Michelle Shephard
- Heart of a Dog von Laurie Anderson
- Hitchcock/Truffaut von Kent Jones
- Horizon von Bergur Bernburg, Friðrik Þór Friðriksson
- In Jackson Heights von Frederick Wiseman
- It All Started at the End von Luis Ospina
- Janis: Little Girl Blue von Amy Berg
- Je suis Charlie von Emmanuel Leconte, Daniel Leconte
- A Journey of a Thousand Miles: Peacekeepers von Geeta Gandbhir, Sharmeen Obaid-Chinoy
- Malala – Ihr Recht auf Bildung (He named me Malala) von Davis Guggenheim
- Miss Sharon Jones! von Barbara Kopple
- The Music of Strangers: Yo-Yo Ma and the Silk Road Ensemble von Morgan Neville
- Nasser von Jihan El-Tahri
- Ninth Floor von Mina Shum
- Ein letzter Tango (Un tango más) von German Kral
- P.S. Jerusalem von Danae Elon
- The Reflektor Tapes von Kahlil Joseph
- Return of the Atom von Mika Taanila, Jussi Eerola
- Sherpa – Trouble on Everest von Jennifer Peedom
- This Changes Everything von Avi Lewis
- Thru You Princess von Ido Haar
- Welcome to F.L. von Geneviève Dulude-De Celles
- Winter on Fire: Ukraine’s Fight for Freedom von Jewgeni Afinejewski
- Women He’s Undressed von Gillian Armstrong
- A Young Patriot von Du Haibin

### Short Cuts Canada
- 4 Quarters von Ashley McKenzie
- A New Year von Marie-Ève Juste
- Bacon & God’s Wrath von Sol Friedman
- The Ballad of Immortal Joe von Héctor Herrera
- Bam von Howie Shia
- Benjamin von Sherren Lee
- Beyond the Horizon von Brian J. Noth
- Boxing von Grayson Moore und Aidan Shipley
- Boy von Connor Jessup
- Casualties of Modernity von Kent Monkman
- Clouds of Autumn von Trevor Mack und Matthew Taylor Blais
- Dogs Don’t Breeds Cats von Cristina Martins
- Dredger von Phillip Baker
- The Guy from New York von Jean-François LeBlanc
- It’s Not You von Don McKellar
- Komkom von Kevin Papatie

### Wavelengths
- 88:88 von Isiah Medina
- Afternoon von Tsai Ming-liang
- Arabian Nights von Miguel Gomes
- Bunte Kuh von Ryan Ferko, Parastoo Anoushahpour und Faraz Anoushahpour
- Eva Doesn’t Sleep von Pablo Agüero
- The Event von Sergei Loznitsa
- Engram of Returning von Daïchi Saïto
- The Forbidden Room von Guy Maddin und Evan Johnson
- Fugue von Kerstin Schroedinger
- Invention von Mark Lewis
- La Giubba von Corin Sworn und Tony Romano
- No Home Movie von Chantal Akerman
- The Other Side von Roberto Minervini
- The Sky Trembles and the Earth is Afraid and the Two Eyes Are Not Brothers von Ben Rivers

### Discovery
- A Patch of Fog von Michael Lennox
- The Ardennes von Robin Pront
- Beast von Tom McKeith und Sam McKeith
- Black von Adil El Arbi und Bilall Fallah
- Born to Dance von Tammy Davis
- Caracas, eine Liebe (Desde allá) von Lorenzo Vigas
- Closet Monster von Stephen Dunn
- Dégradé von Arab Nasser und Tarzan Nasser
- Downriver von Grant Scicluna
- Efterskalv (internationaler Titel: The Here After) von Magnus von Horn
- Eva Nová von Marko Škop
- Fire Song von Adam Garnet Jones
- Five Nights in Maine von Maris Curran
- Ixcanul – Träume am Fuße des Vulkans (Ixcanul Volcano) von Jayro Bustamante
- James White von Josh Mond
- Keeper von Guillaume Senez
- The Cowboys von Thomas Bidegain
- Meghmallar von Zahidur Rahim Anjan
- Mekong Rush – Renn um dein Leben (River) von Jamie M. Dagg
- Mountain (Ha’har) von Yaelle Kayam
- My Name is Emily von Simon Fitzmaurice
- The Paradise Suite von Joost van Ginkel
- The Rainbow Kid von Kire Paputts
- Semana Santa von Alejandra Márquez Abella
- Sleeping Giant von Andrew Cividino
- Spear von Stephen Page
- Very Big Shot von Mir-Jean Bou Chaaya
- The Wait von Piero Messina
- Wir Monster von Sebastian Ko
- Wedding Doll von Nitzan Gilady

### Contemporary World Cinema
- 25 April von Leanne Pooley
- 3000 Nights von Mai Masri
- Abluka – Jeder misstraut jedem (Abluka) von Emin Alper
- The Apostate von Federico Veiroj
- Kaum öffne ich die Augen (As I Open My Eyes) von Leyla Bouzid
- Ein Atem von Christian Zübert
- Baba Joon von Yuval Delshad
- Box von Florin Șerban
- Campo Grande von Sandra Kogut
- Chevalier von Athina Rachel Tsangari
- A Copy of My Mind von Joko Anwar
- Cuckold von Charlie Vundla
- Der Schamane und die Schlange – Eine Reise auf dem Amazonas (El abrazo de la serpiente) von Ciro Guerra
- The Endless River von Oliver Hermanus
- The Fear von Damien Odoul
- Freunde fürs Leben (Truman) von Cesc Gay
- Girls Lost von Alexandra-Therese Keining
- Granny’s Dancing on the Table von Hanna Sköld
- Herbert von Thomas Stuber
- Homesick von Anne Sewitsky
- Hong Kong Trilogy: Preschooled Preoccupied Preposterous von Christopher Doyle
- Honor Thy Father von Erik Matti
- How Heavy This Hammer von Kazik Radwanski
- Invisible von Lawrence Fajardo
- In the Room von Eric Khoo
- Incident Light von Ariel Rotter
- I Promise You Anarchy von Julio Hernández Cordón
- Ivy von Tolga Karaçelik
- Jack von Elisabeth Scharang
- Journey to the Shore von Kiyoshi Kurosawa
- The Kind Words von Shemi Zarhin
- Kirschblüten und rote Bohnen (あん, An) von Naomi Kawase
- Goat von Ivan Ostrochovský
- Ephraim und das Lamm (Lamb) von Yared Zeleke
- Last Cab to Darwin von Jeremy Sims
- Let Them Come von Salem Brahimi
- Magallanes von Salvador del Solar
- Mekko von Sterlin Harjo
- Much Loved (Zine li fik) von Nabil Ayouch
- Murmur of the Hearts von Sylvia Chang
- My Internship in Canada von Philippe Falardeau
- One Floor Below von Radu Muntean
- Our Loved Ones von Anne Émond
- Endlich frei (Peur de rien) von Danielle Arbid
- Paths of the Soul von Zhang Yang
- Der Schatz (Comoara) von Corneliu Porumboiu
- Der Staat gegen Fritz Bauer von Lars Kraume
- Price of Love von Hermon Hailay
- Sture Böcke von Grímur Hákonarson
- Schneider vs. Bax von Alex van Warmerdam
- Song of Songs von Eva Neymann
- Sparrows von Rúnar Rúnarsson
- Starve Your Dog von Hicham Lasri
- The Steps von Andrew Currie
- Story of Judas von Rabah Ameur-Zaïmeche
- Stranger von Jermek Tursynow
- Thank You for Bombing von Barbara Eder
- The Waiting Room von Igor Drljaca
- The Whispering Star (Hiso Hiso Boshi) von Sion Sono

### Midnight Madness
- Baskin von Can Evrenol
- The Chickening von Davy Force und Nick DenBoer
- Devil’s Candy von Sean Byrne
- The Final Girls von Todd Strauss-Schulson
- The Girl in the Photographs von Nick Simon
- Green Room von Jeremy Saulnier
- Hardcore (Hardcore Henry) von Ilja Naischuller
- The Mind’s Eye von Joe Begos
- Southbound von Roxanne Benjamin, David Bruckner, Patrick Horvath
- SPL II: A Time For Consequences von Soi Cheang
- Yakuza Apocalypse von Takashi Miike

### Masters
- 11 Minutes von Jerzy Skolimowski
- The Assassin von Hou Hsiao-Hsien
- Bleak Street von Arturo Ripstein
- Blood of My Blood von Marco Bellocchio
- Cemetery of Splendour von Apichatpong Weerasethakul
- Every Thing Will Be Fine von Wim Wenders
- Francofonia von Alexander Sokurow
- In the Shadow of Women von Philippe Garrel
- Unsere kleine Schwester (Umimachi Diary) von Hirokazu Koreeda
- Der Perlmuttknopf von Patricio Guzmán
- Rabin, the Last Day von Amos Gitai
- Einmal fremd, einmal vertraut von Hong Sang-soo
- Taxi Teheran von Jafar Panahi

### City to City: London
- Couple in a Hole von Tom Geens
- The Hard Stop von George Amponsah
- Kill Your Friends von Owen Harris
- Kilo Two Bravo von Paul Katis
- London Road von Rufus Norris
- Northern Soul von Elaine Constantine
- The Ones Below von David Farr
- Urban Hymn von Michael Caton-Jones

### Cinematheque
- Heat von Michael Mann

### Platform
- Bang Gang – Die Geschichte einer Jugend ohne Tabus (Bang Gang (une histoire d'amour moderne)) von Eva Husson
- El Clan von Pablo Trapero
- French Blood von Diastème
- Full Contact von David Verbeek
- High-Rise von Ben Wheatley
- Hurt von Alan Zweig
- Unter dem Sand – Das Versprechen der Freiheit (Under sandet) von Martin Zandvliet
- Looking for Grace von Sue Brooks
- Neon Bull von Gabriel Mascaro
- The Promised Land von He Ping
- Sky – Der Himmel in mir (Sky) von Fabienne Berthaud
- The White Knights von Joachim Lafosse

### Primetime
- Casual von Jason Reitman
- Heroes Reborn von Tim Kring
- Cromo von Lucía Puenzo und Nicolás Puenzo
- Keith Richards: Under the Influence von Morgan Neville
- The Returned von Fabrice Gobert
- Trapped – Gefangen in Island (Ófærð) von Baltasar Kormákur

## Auszeichnungen
Eine Übersicht über die auf dem Toronto International Film Festival vergebenen Preise:
- Shorts Cuts Award – Bester kanadischer Kurzfilm: Overpass von Patrice Laliberté
- Shorts Cuts Award – Bester Kurzfilm: Maman(s) von Maïmouna Doucouré
- The City of Toronto Award – Bestes kanadisches Spielfilmdebüt: Sleeping Giant von Andrew Cividino
- The Canada Goose Award – Bester kanadischer Spielfilm: Closet Monster von Stephen Dunn
- FIPRESCI-Preis (Sektion Discovery): Eva Nová von Marko Škop
- FIPRESCI-Preis (Sektion Special Presentations): Desierto – Tödliche Hetzjagd (Desierto) von Jonás Cuarón
- NETPAC Award – Welt- oder internationale Filmpremiere für einen asiatischen Beitrag: The Whispering Star (Hiso Hiso Boshi) von Sion Sono
- Toronto Platform Prize: Hurt von Alan Zweig
- Grolsch People’s Choice Award: Room von Lenny Abrahamson
- Grolsch People’s Choice Midnight Madness Award: Hardcore (Hardcore Henry) von Ilja Naischuller
- Grolsch People’s Choice Documentary Award: Winter on Fire: Ukraine’s Fight For Freedom von Jewgeni Afinejewski
- Dropbox Discovery Programme Filmmakers Award: Adil El Arbi und Bilall Fallah (Black)